# Dornoch Firth
Pour les articles homonymes, voir Firth.
Le Dornoch Firth, en gaélique écossais Caolas Dhòrnaich, est un firth du Royaume-Uni situé en Écosse et constituant une baie de la mer du Nord.

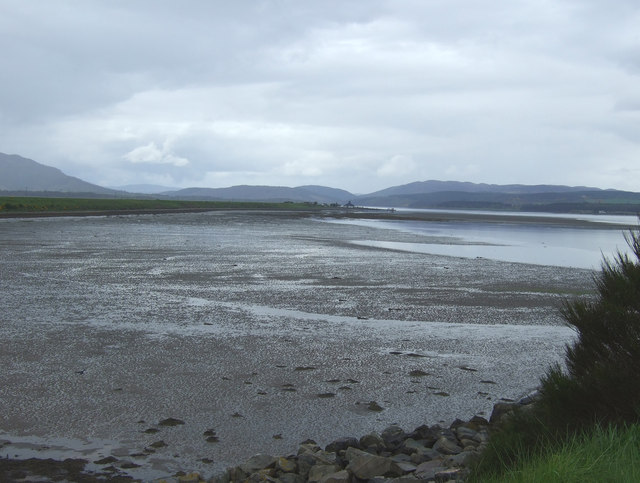
Paysage du Dornoch Firth.

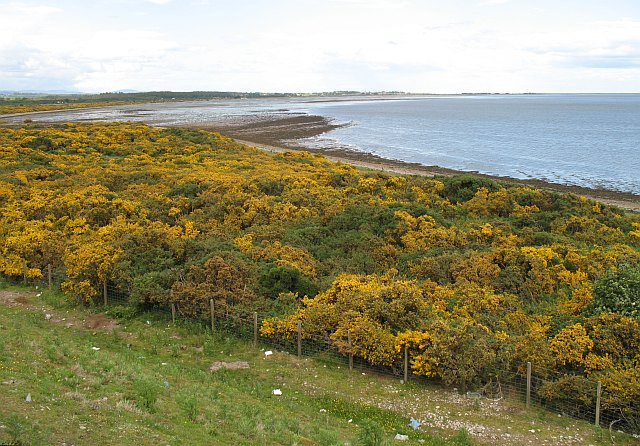
Paysage du Dornoch Firth.

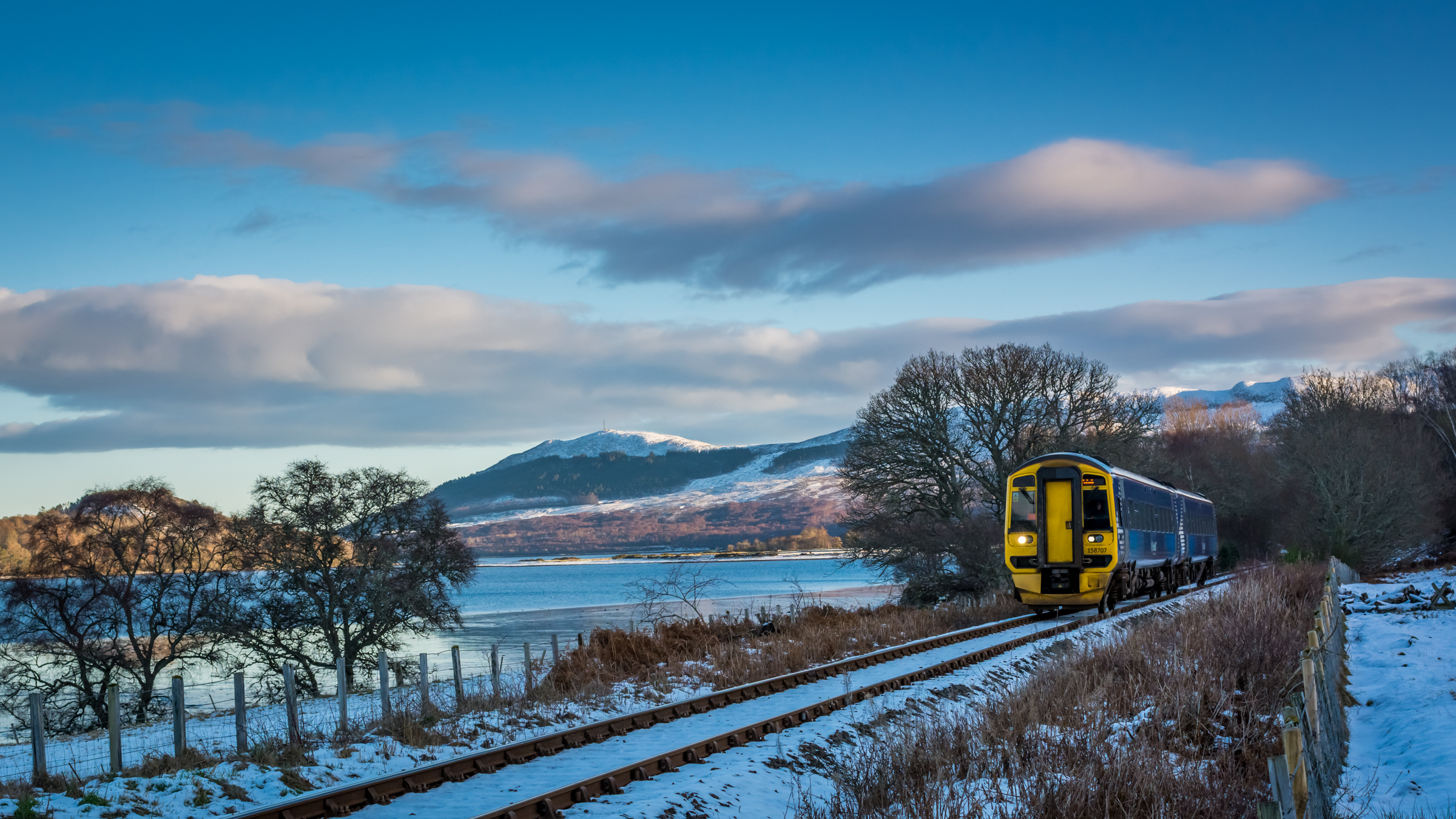
Train sur la Far North Line le long du Dornoch Firth en hiver.

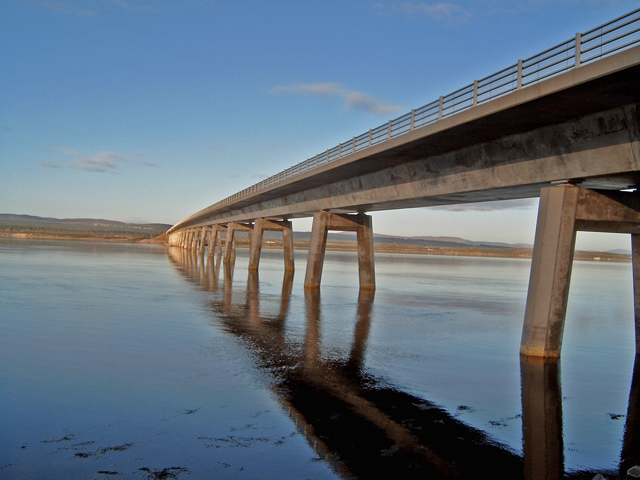
Le pont du Dornoch Firth.